# 738 Alagasta
738 Alagasta è un asteroide della fascia principale del diametro medio di circa 62,79 km. Scoperto nel 1913, presenta un'orbita caratterizzata da un semiasse maggiore pari a 3,0342830 UA e da un'eccentricità di 0,0616681, inclinata di 3,52872° rispetto all'eclittica.
Il nome di questo asteroide deriva dal nome originario della città di Gau-Algesheim, in Germania, della quale era originaria la famiglia dello scopritore.